# Договір про Ілійський край
Договір про Ілійський край (кит.: 伊犁條約), також відомий як Петербурзький договір (кит.: 聖彼得堡條約), був присвячений демаркації кордонів між Російською імперією та маньчжурської імперії Цин, яка добивалася збереження контролю над Ілійським краєм (історична територія на півночі сучасного Сіньцзян-Уйгурського автономного району в долині річки Або). Таким чином, 10-річну Кульджинську кризу в російсько-цинських відносинах було завершено.
Угода була підписана 12 лютого 1881 в Санкт-Петербурзі дипломатичним агентом Цинської імперії в Росії, міністром у Великій Британії та Франції Цзен Цзіцзе з цинського боку та товаришем міністра закордонних справ, керуючим азійським департаментом Миколою Гірсом і послом Російської імперії в Китаї Євгеном Бюцовим.

## Умови
Більшість Ілійського краю (близько 80 %) передано імперії Цин. Проте досить значна частина території площею близько 23 тис. км² передана Російській імперії для того, щоб усі охочі увійти в російське підданство могли там оселитися. Нині ця територія займає більшу частину Уйгурського, Райимбецького та Панфіловського районів Алматинської області Казахстану.
На північній ділянці новий кордон пройшов річкою Хоргос. Міграція уйгурів і дунган, що пішла за укладенням договору, започаткувала формування великих діаспор цих народів на території Російської імперії, СРСР, а потім і середньоазійських республік.
Договір також уточнив російсько-китайський кордон у районі озера Зайсан та річки Чорний Іртиш та визначив порядок вирішення прикордонних питань.
У цілому, цей договір доповнив Пекінський договір 1860 й завершив демаркацію російсько-цинського кордону, що відповідає кордону між КНР та республікою Казахстан у її сучасному вигляді.